# Castillonnès

Castillonnès este o comună în departamentul Lot-et-Garonne din sud-vestul Franței. În 2009 avea o populație de 1.414 de locuitori.

## Evoluția populației
| An        | 1975  | 1982  | 1990  | 1999  | 2006  | 2009  |
| --------- | ----- | ----- | ----- | ----- | ----- | ----- |
| Populație | 1.353 | 1.382 | 1.424 | 1.325 | 1.499 | 1.414 |